# Lund, Wisconsin
Lund är ett kommunfritt område i Wisconsin i USA. Samhället ligger i både Pepin County, i kommunen Pepin, och Pierce County, vid staden Maiden Rock, i delstatens centrala/västra delar, där vägarna "SS", "CC" (tidigare WIS 183), och "J" möts. Lund ligger uppskattningsvis nio engelska mil nordväst om Pepin och sex engelska mil nordöst om Stockholm, Wisconsin.

## Historia
Samhället fick sitt namn efter Lund i Sverige. Laura Ingalls Wilder föddes cirka en mil sydöst om Lund,, och hennes födelseplats har skildrats i boken Little House in the Big Woods, och det finns en minnesplats vid närliggande Little House Wayside.

### Fotnoter
1. ↑  Lund, Wisconsin
2. ↑  Explore Wisconsin Arkiverad 24 februari 2012 hämtat från the Wayback Machine.